# Charly Burger
Charles «Charly» Burger (* 15. September 1933 in Aarau; † 27. April 2024) war ein Schweizer Feldhandballspieler. Er wird in Fachkreisen als «bester Feldhandball-Goalie in ganz Europa» bezeichnet. Legendär waren seine Abwürfe bis ins gegnerische Drittel.

## Privat
Charles Burger ging im Pestalozzischulhaus in Aarau in die Schule. Danach machte er eine Lehre beim Schlossermeister Wilhelm Götz in der «Halde». Später arbeitete er in der Aarauer Glühlampenfabrik und im Kraftwerk des Elektrizitätswerkes. 1963 begann er als Schulhausabwart im neu gebauten Aareschulhaus zu arbeiten. Er arbeitete dort bis zu seiner Pensionierung 1995. Er heiratete Benita und wohnte mit ihr im solothurnischen Erlinsbach. Mit ihr hatte er zwei Söhne.

## Handball

### Vereine
Als Junior spielte er beim Sporting-Club Aarau Fussball und im Winter Eishockey.
1948 im Kadettenlager begann seine Karriere. Als die Schülermannschaft das erste Mal die Instruktoren schlug, stand Burger im Tor. Daraufhin trat er nach einer Aufforderung dem BTV Aarau bei. Zuerst spielte er in der dritten Mannschaft. 1949 wollte die erste Mannschaft des BTV Aarau eine Skandinavientournee machen. Als sich der Stammtorhüter Eugen Hunziker den Arm brach, entschied sich die Klubleitung, den damals 15-jährigen Burger für die Reise mitzunehmen. Danach stand er bis zu seinem Karriereende 1966 im Tor des Fanionteams des BTV Aarau, trotz lukrativen Angeboten von Schweizer Fussball- und deutschen Handballvereinen. Mit dem BTV gewann er auf dem Grossfeld viermal die Nationalliga A und siebenmal den Cup.

### Nationalmannschaften
Das erste Aufgebot für die Schweizer Hallenhandballnationalmannschaft bekam er für das Länderspiel gegen die französische Männer-Handballnationalmannschaft am 27. Februar 1952. Er wurde als Ersatz aufgeboten; da er in keinem Bericht nach dem Spiel erwähnt wurde, kam er wohl nicht zum Einsatz.
Das erste Aufgebot für die Schweizer Feldhandballnationalmannschaft erhielt er mit 19 Jahren für die Feldhandball-Weltmeisterschaft der Männer 1952 in der Schweiz. Er stand mindestens in einem Spiel in der Zwischenrunde gegen Dänemark im Tor. Die Schweiz gewann an der WM die Bronzemedaille.
An der WM 1955 in der BR Deutschland errang er die Silbermedaille, an der Heim-WM 1963 wieder die Bronzemedaille. Bei der letzten WM 1966 wurde er Fünfter.

## Erfolge
- 4 × Feldhandball-Schweizer-Meister: 1950, 1956, 1960 und 1962
- 5 × Feldhandball-Vizemeister: 1951, 1952, 1958, 1959 und 1966
- 7 × Feldhandball-Cupsieger: 1950, 1951, 1952, 1957, 1960, 1963 und 1966
- 1 × Feldhandball-Cupfinalist: 1964